# 公正路 (高雄市)
公正路（Gongjheng Rd.）為高雄市前鎮區崗山仔地區的南北向道路，南起於保泰路口銜接鳳山區善美路，北止於二聖路。

## 行經行政區域
- 前鎮區

## 沿線設施
（由南至北）
- 高雄市立圖書館前鎮分館
- 高雄市前鎮區戶政事務所第二辦公處
- 台北富邦銀行前鎮分行
- 7-ELEVEN崗正門市
- 崗山南夜市
- 瑞和兒童遊戲場
- 合作金庫銀行憲德分行
- 旺來昌食品原料購物廣場公正店
- 7-ELEVEN瑞正門市
- 瑞北夜市
- 方師傅點心坊高雄瑞北店
- 高雄市立瑞豐國中

## 公共自行車
- 高雄市公共自行車租賃系統：
  - 瑞和兒童遊戲場：公正路/公正路83巷(西北側)
  - 瑞豐國中：公正路/瑞北路口(東北角)

## 相關連結
- 高雄市主要道路列表